# Amitostigma farreri
Amitostigma farreri är en orkidéart som beskrevs av Rudolf Schlechter. Amitostigma farreri ingår i släktet Amitostigma och familjen orkidéer. Inga underarter finns listade i Catalogue of Life.